# Arthur Henry Fitzroy Paget
Arthur Henry Fitzroy Paget (1º marzo 1851 – 8 dicembre 1928) è stato un generale, diplomatico e scrittore britannico.

## Biografia
Figlio di Lord Alfred Henry Paget e di sua moglie, Cecilia Wyndham, Arthur Paget venne commissionato ufficiale nelle Scots Guards già dal 1869. Egli prese parte con questo corpo militare alle Guerre Anglo-Ashanti nell'Africa occidentale e nel 1873 prestò servizio quindi in Sudan ed a Burma.
Egli venne nominato Generale della 1st Division nel 1st Army Corps nel 1902 e quindi divenne Comandante in Capo dell Eastern Command nel 1908 prima di divenire Comandante in Capo dell'Irlanda nel 1911. Egli fu in parte responsabile dell'Incidente di Curragh. Egli prestò servizio durante la prima guerra mondiale e si ritirò nel 1918.
In campo sociale fu scrittore dal 1878 con lo pseudonimo di 'Mr Fitzroy', componendo diverse novelle di stile naturalista.

## Ascendenza
|                                             |                |                                  | Genitori                           |  |  | Nonni |  |  | Bisnonni                         |  |  | Trisnonni                        |  |
|                                             |                |                                  |                                    |  |  |       |  |  | Henry Paget, I conte di Uxbridge |  |  | Sir Nicholas Bayly, II baronetto |  |
|                                             |                |                                  |                                    |  |  |       |  |  | Henry Paget, I conte di Uxbridge |  |  | Sir Nicholas Bayly, II baronetto |  |
|                                             |                | Caroline Paget                   |                                    |  |  |       |  |  | Henry Paget, I conte di Uxbridge |  |  |                                  |  |
| Henry William Paget, I marchese di Anglesey |                |                                  |                                    |  |  |       |  |  | Henry Paget, I conte di Uxbridge |  |  |                                  |  |
|                                             |                | Jane Champagne                   | Arthur Champagne                   |  |  |       |  |  |                                  |  |  |                                  |  |
|                                             |                | Jane Champagne                   | Arthur Champagne                   |  |  |       |  |  |                                  |  |  |                                  |  |
|                                             |                | Jane Champagne                   | Marianne Hamon                     |  |  |       |  |  |                                  |  |  |                                  |  |
| Lord Alfred Henry Paget                     |                | Jane Champagne                   |                                    |  |  |       |  |  |                                  |  |  |                                  |  |
|                                             |                | Charles Cadogan, I conte Cadogan | Charles Cadogan, II barone Cadogan |  |  |       |  |  |                                  |  |  |                                  |  |
|                                             |                | Charles Cadogan, I conte Cadogan | Charles Cadogan, II barone Cadogan |  |  |       |  |  |                                  |  |  |                                  |  |
|                                             |                | Charles Cadogan, I conte Cadogan | Elizabeth Sloane                   |  |  |       |  |  |                                  |  |  |                                  |  |
| Lady Charlotte Cadogan                      |                | Charles Cadogan, I conte Cadogan |                                    |  |  |       |  |  |                                  |  |  |                                  |  |
|                                             |                | Mary Churchill                   | Charles Churchill                  |  |  |       |  |  |                                  |  |  |                                  |  |
|                                             |                | Mary Churchill                   | Charles Churchill                  |  |  |       |  |  |                                  |  |  |                                  |  |
|                                             |                | Mary Churchill                   | Lady Mary Walpole                  |  |  |       |  |  |                                  |  |  |                                  |  |
| Sir Arthur Henry Fitzroy Paget              |                | Mary Churchill                   |                                    |  |  |       |  |  |                                  |  |  |                                  |  |
|                                             | George Wyndham | John Wyndham                     |                                    |  |  |       |  |  |                                  |  |  |                                  |  |
|                                             | George Wyndham | John Wyndham                     |                                    |  |  |       |  |  |                                  |  |  |                                  |  |
|                                             | George Wyndham | Elizabeth Dalton                 |                                    |  |  |       |  |  |                                  |  |  |                                  |  |
| George Thomas Wyndham                       | George Wyndham |                                  |                                    |  |  |       |  |  |                                  |  |  |                                  |  |
|                                             |                | Marianne Bacon                   | Philip Bacon                       |  |  |       |  |  |                                  |  |  |                                  |  |
|                                             |                | Marianne Bacon                   | Philip Bacon                       |  |  |       |  |  |                                  |  |  |                                  |  |
|                                             |                | Marianne Bacon                   | …                                  |  |  |       |  |  |                                  |  |  |                                  |  |
| Cecilia Wyndham                             |                | Marianne Bacon                   |                                    |  |  |       |  |  |                                  |  |  |                                  |  |
|                                             |                | William Lukin                    | Rev. George Lukin                  |  |  |       |  |  |                                  |  |  |                                  |  |
|                                             |                | William Lukin                    | Rev. George Lukin                  |  |  |       |  |  |                                  |  |  |                                  |  |
|                                             |                | William Lukin                    | Susan Katherine Doughty            |  |  |       |  |  |                                  |  |  |                                  |  |
| Mary Augusta Lukin                          |                | William Lukin                    |                                    |  |  |       |  |  |                                  |  |  |                                  |  |
|                                             |                | Anne Thellusson                  | Peter Thellusson                   |  |  |       |  |  |                                  |  |  |                                  |  |
|                                             |                | Anne Thellusson                  | Peter Thellusson                   |  |  |       |  |  |                                  |  |  |                                  |  |
|                                             |                | Anne Thellusson                  | Anne Woodford                      |  |  |       |  |  |                                  |  |  |                                  |  |
|                                             |                | Anne Thellusson                  |                                    |  |  |       |  |  |                                  |  |  |                                  |  |